# Кубок Фарерських островів з футболу 2011
Кубок Фарерських островів з футболу 2011 — 57-й розіграш кубкового футбольного турніру на Фарерських островах. Титул вчетверте здобув клуб ЕБ/Стреймур.

## Календар
| Раунд            | Дата                     | Матчі | Клуби   |
| ---------------- | ------------------------ | ----- | ------- |
| Попередній раунд | 26 березня 2011          | 3     | 19 → 16 |
| 1/8 фіналу       | 2-3 квітня 2011          | 8     | 16 → 8  |
| 1/4 фіналу       | 4 травня 2011            | 4     | 8 → 4   |
| 1/2 фіналу       | 19 травня/14 червня 2011 | 4     | 4 → 2   |
| Фінал            | 5 серпня 2011            | 1     | 2 → 1   |

## Попередній раунд
| Команда 1       | Рахунок | Команда 2    |
| --------------- | ------- | ------------ |
| 26 березня 2011 |         |              |
| Скала (2)       | 7:2     | Ройн (3)     |
| Творойрі (2)    | 2:0     | Гіза (4)     |
| Ундрід (3)      | 6:0     | Мідвагур (4) |

## 1/8 фіналу
| Команда 1     | Рахунок | Команда 2    |
| ------------- | ------- | ------------ |
| 2 квітня 2011 |         |              |
| Б68 Тофтір    | 5:0     | Гойвік (2)   |
| 07 Вестур     | 3:0     | Сувурой (2)  |
| НСІ Рунавік   | 2:0     | Б71 Сандур   |
| Фуглафйордур  | 6:0     | Скала (2)    |
| ГБ Торсгавн   | 0:2     | Вікінгур     |
| Ундрід (3)    | 0:2     | Клаксвік     |
| АБ Аргир (2)  | 1:0     | Творойрі (2) |
| 3 квітня 2011 |         |              |
| Б36 Торсгавн  | 0:2     | ЕБ/Стреймур  |

## 1/4 фіналу
| Команда 1     | Рахунок         | Команда 2    |
| ------------- | --------------- | ------------ |
| 4 травня 2011 |                 |              |
| Вікінгур      | 2:2 дч пен. 2:4 | Б68 Тофтір   |
| НСІ Рунавік   | 0:3             | ЕБ/Стреймур  |
| Фуглафйордур  | 7:1             | АБ Аргир (2) |
| 07 Вестур     | 1:0             | Клаксвік     |

## 1/2 фіналу
| Команда 1                | Заг.    | Команда 2   | 1-й матч | 2-й матч |
| ------------------------ | ------- | ----------- | -------- | -------- |
| 19 травня/14 червня 2011 |         |             |          |          |
| Фуглафйордур             | 2:2 (ч) | 07 Вестур   | 1:0      | 1:2      |
| Б68 Тофтір               | 2:3     | ЕБ/Стреймур | 0:0      | 2:3      |

## Фінал
| 5 серпня 2011 20:00 (EEST) |

| Фуглафйордур | 0:3      | ЕБ/Стреймур                        |
| ------------ | -------- | ---------------------------------- |
|              | Протокол | А.Гансен 10', 90' Удсен 55' (пен.) |

| «Від Д'юпумюрар», Клаксвік Глядачів: 2 278 Арбітр: Ларс Мюллер |